# Normandel
Normandel – miejscowość i dawna gmina we Francji, w regionie Normandia, w departamencie Orne. W 2013 roku populacja ówczesnej gminy wynosiła 96 mieszkańców. 
W dniu 1 stycznia 2018 roku z połączenia trzech ówczesnych gmin – Normandel, Moussonvilliers oraz Saint-Maurice-lès-Charencey – utworzono nową gminę Charencey. Siedzibą gminy została miejscowość Saint-Maurice-lès-Charencey.